# Waisenhäuser in Königsberg

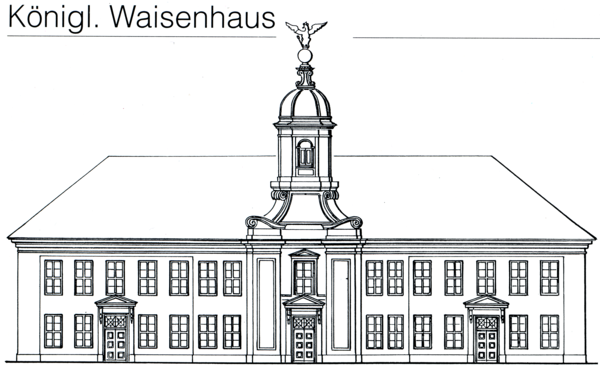
Waisenhaus mit Preußischem Adler

Die Waisenhäuser in Königsberg waren königliche, evangelische, jüdische und private Wohlfahrtseinrichtungen in Ostpreußens Provinzialhauptstadt Königsberg.

## Trägerschaft
Königsberg i. Pr. hatte fünf Waisenhäuser:
- Das Königliche Waisenhaus am Sackheimer Tor wurde 1701 von Friedrich I. (Preußen) bei seiner Krönung zum ersten König in Preußen gestiftet. Gebaut von Joachim Ludwig Schultheiß von Unfriedt, wurde es 1703 geweiht. Unterhalten wurde es von den Rittern des Schwarzen Adlerordens, die 50 Dukaten entrichteten. Direktor war jahrzehntelang Heinrich Dembowski.
- Das Tiepoltsche Waisenhaus in Mittelhufen wurde von dem Apothekerehepaar Tiepolt im Jahre 1800 gestiftet. Bis 1876 war es in der Hadergasse. Dann wurde es mit dem städtischen Waisenhaus auf dem Sackheim vereinigt. Mit 50 Zöglingen wurde es 1900 in einen Neubau hinter dem Luisenhäuschen am Busoltplatz verlegt.
- Das Johannisstift in der Gebauhrstraße wurde vom Verein Evangelisches Johannisstift getragen.
- Das Israelitische Waisenhaus hatte vor der Gründung im Jahre 1861 eine lange Entwicklung durchgemacht. 1898 war die Zahl der Zöglinge von vier auf 37 gestiegen. 1905 konnte es einen von Fritz Behrendt entworfenen Neubau[1] neben der Neuen Synagoge beziehen, der bis heute erhalten ist. Langjähriger Direktor war Adolf Peritz (1846–1936).[2]
- Das Altstädtische Witwen- und Waisenhaus wurde 1720 von Anna Elisabeth Saturgus geb. Kayser (1664–1746) gegründet. Der große Neubau an der Neuroßgärter Kirche wurde 1893 bezogen.[3]